# الحصن (ذي السفال)

تعديل مصدري - تعديل

الحصن محلة تابعة لقرية الجامع، التابعة لعزلة الوحص بمديرية ذي السفال إحدى مديريات محافظة إب في الجمهورية اليمنية، بلغ تعداد سكانها 72 حسب تعداد اليمن لعام 2004.